# Рамбо дьо Вакейрас
Рамбò дьо Вакейрàс (на френски: Raimbaut de Vaqueiras, също de Vacqueiras и de Vacqueyras; * 1155/1180 или 1165 във Вакейрас, Графство Тулуза, † ок. 1207 близо до Солун, Солунско кралство), на български като Раймбаут де Вакейрас, е известен южнофренски трубадур от Вакейрас в днешния френски департамент Воклюз, работил предимно в Италия. Загива близо до Солун от ръцете на български въстаници.
Една от най-колоритните фигури сред провансалските поети. Първи в историята на новоевропейската поезия той се опитва да постигне комичен ефект чрез езикови средства. 

## Биография

### Дебют в двора на Принца на Оранж
В една от неговите види (кратък биографичен провансалски жанр) четем: „Рамбо бил син на беден рицар от Прованс от замъка Вакейрас; баща му се казвал Перор и хората го смятали за луд“.
Много млад Рамбо става жонгльор и след 1182 г. е приет на служба при Гийом I де Бо, принц на Оранж. Именно тук той изучава изкуството на трубадура и военния занаят. Биографията също ни информира за неговите таланти: „Знаеше как да пее и да пише кобли и сирвенти; и Принцът на Оранж му оказа голямо добро и голяма чест, като го награди и го направи известен и ценен от доброто общество“.
Но при Бертран I де Бо, бащата на Гийом, Рамбо дьо Вакейрас прави първите си композиции. Известен турнир, проведен в двора му през 1177 г., дава брилянтна възможност на Рамбо да покаже своя талант. Той възхвалява делата му в песен, в която е ясно, че целта е да се възстанови славата на суверените на Бо. Първият герой, който се появява в разказаната от трубадура история, е прародителят на Бертран I, когото той нарича просто „владетел на Бо“, независимо дали с това е искал да обозначи с тази титла Хюг, братът на Бернар (ако е все още е жив), или е говорил за Раймон, синът на Хюг. Този благороден господар поваля двама рицари и изважда извън строя двадесет коня, търсейки напразно свой достоен съперник сред шампионите. След това влиза в двубой рицарят, когото Рамбо нарича „моя млад герой“, който удря и събаря трима бойци. Този млад господар трябва да е бил Гийом Орански, син на Бертран, който става принц на Оранж през 1181 г.
Няколко години по-късно по-сериозни събития разпалват душата на поета. Въз основа на неговата „История на Арагонските крале" испанският историк от 16 век Херонимо Сурита и Кастро вярва, че Бертран I де Бо е бил убит на Великден 1181 г. по заповед на Раймон V Тулузки, като се има предвид, че Бертран тогава е воювал срещу него в ролята си на съюзник на Раймон Беренгер III Провански. Но Рамбо не говори за това. Със сигурност има два сигурни факта за това събитие: единият е, че графът на Прованс, в опита си да доведе война до Монпелие, попада в засада на Великден през 1181 г. и е убит заедно с много други, които го следват; другата е, че принц Бертран умира през същия период.
Рамбо отбелязва, че поради военните действия, които могат да бъдат свързани със смъртта на граф Раймон Беренгер III, имотите на Дом Де Бо, разположени в околностите на Монпелие и съставляващи Господарство Омелас, са разграбени, и враговете нахлуват в тридесет замъка и други имоти, които принцовете на Бо са наследили за известно време. Тези събития са тема на две сирвенти. В първата, която изглежда е написана през 1181 или 1182 г., Рамбо упреква роднините и съюзниците на господарите на Бо, че са оставили да разграбят Бо, без да го спасят. Според него е срамно, вредно и малодушно да оставиш роднините си да разорят по този начин. След това обвинява Адемар от Монтей, Гийом VIII дьо Монпелие, Бернар д'Андюз, господаря на Нантьой, че са нарушили ангажимента, който са поели с Дом Бо, и че се стремят да се присъединят към партията на Графа на Тулуза. Явно вече не са знаели, добавя той, нито да носят шлем, нито да възседнат кон, нито да боравят с меч. Втората сирвента е адресирана до Краля на Арагон. Рамбо го упреква, че е сключил мир с Графа на Тулуза, вместо да се присъедини, както е обещал, към Ричард Лъвското сърце и да дойде с него на помощ на неговите съюзници. Учудвам се, казва поетът, че този крал мисли да сключи примирие. Ако иска да придобие слава, той в никакъв случай не трябва да изоставя принца на Бо, който не му е върнал земите, заради графа, който е най-лошият му съсед. Следователно Рамбо няма интерес да прикрива атентата. Бертран със сигурност не е убит, но загива в засада заедно с граф Раймон Беренгер III, и двете сирвенти на Рамбо дьо Вакейрас срещу враговете и враждебните приятели на Дом Бо свидетелстват за благодарността му неговите благодетели.

### В двора на Монферат и смърт
След 1190 г. Рамбо напуска Прованс, за да отиде в Северна Италия, минавайки първо през Генуа и след това през Тортона, където стига до двора на Маласпина. Рамбо играе важна роля за популяризиране на провансалската лирика в Италия, където е под закрилата на маркиза-трубадур Алберто Маласпина, с когото прави важен обмен на произведения.
През 1192 г. отива в Монферат при маркграф Бонифаций Монфератски. Като привилегирован гост Рамбо остава дълго време в неговия двор, където става един от най-уважаваните трубадури. Неговата вида казва, че „той превъзхождал с изобретателност, оръжия и поезия“. Оттогава съдбата му следва тази на Бонифаций: воюва срещу град Асти и участва в кампанията в Сицилианската провинция през 1194 г. След завръщането си от кампанията Рамбо, отличил се със своите военни умения, е провъзгласен от Бонифаций за „рицар“. През 1196 г. рицарят Рамбо се завръща в Прованс, за да помогне на Гийом IV дьо Форкалкьо във войната му срещу Алфонсо II Арагонски. Оттук той отива да посети Адемар II дьо Поатие, граф на Диоа и Валонтиноа, след което се завръща в Монферат.
В двора на Монферат Рамбо се влюбва в Беатриче, сестра на маркграфа и съпруга на Енрико дел Карето. Той съчинява за нея и започва да пее на различни езици. В неговата вида е написано, че „той написа много красиви песни за нея, наричайки я Bel Cavaliere“. Дамата от Монферат, която трубадурът нарича Bel Cavaller (Хубавия рицар) в стиховете си, е посочена в епиграфа на всички разо (обяснения в проза към провансалската поезия), което обяснява защо Рамбо ѝ е дал този прякор: „ И затова той я нарече така: Рамбо имаше щастието да може да вижда Беатриче на воля от прозореца, докато тя беше в стаята си, без никой да го види. Тогава един ден, докато трубадурът шпионираше от прозореца си, той видя маркграфа да влиза в стаята на сестра си. Докато чакаше ухажора си, тя се беше излегнала на леглото по „долни дрехи“ със затворени очи.“ Тогава брат ѝ слага меча си до нея. Беатриче го хваща „по рицарски начин“, изважда го от ножницата и го борави сръчно, карайки го да се върти. За това любовникът ѝ ще ѝ даде този прякор. В друго разо има различна версия: Бонифаций Монфератски изненадва сестра си и приятеля си Рамбо, спящи в едно легло, поставя меча си между тях и си тръгва, без да ги събуди.
Станал или отново станал войник, през 1201 г. Рамбо заминава за Румъния за Четвъртия кръстоносен поход, заедно с Бонифаций Монфератски. Рамбо е с него при обсадата на Константинопол. Неговото „Епическо писмо“ остава основният източник за военните подвизи на Бонифаций и за първата година от кръстоносния поход в Латинската империя на Константинопол. Говори се, че смелият маркиз му дал през  (1205 г.) „важна земя и добри доходи в Солунското кралство“. Тази епопея завършва на 4 септември 1207 г. по време на битката в Родопите близо до Солун, където двамата приятели загиват от ръцете на българските въстаници. Неговата вида свършва с: E det li gran terre e gran renda el regisme de Salonic. E lai el mori. Хипотезата за смъртта на трубадура се извежда от факта, че тъй като след тази дата няма повече новини за него, се смята, че той също е паднал при това обстоятелство.

## Поетическо творчество

### Общи положения
Има 26 останали негови съчинения на окситански език, в които, освен че преработва каноничния репертоар на жанра, Рамбо въвежда елементи от собственото си творчество. Например лириката Eras quan vey verdeyar се състои от пет строфи, всяка на различен романски език: окситански, италиански, ланг д'оил, гасконски и галисийски. Domna, tant vos ai preiada, в диалогична форма, е кавга между двама влюбени на окситански и генуезки. 
Една от най-известните композиции на трубадура е Kalenda Maya. Това е песен, посветена на любимата жена, съставена от шест кобли. Тя е най-ранният известен пример за вокална естампида. Във вида-та на Рамбо се съобщава, че той е бил вдъхновен от двама шутове, дошли в двора му, които изпълнили естампида на виела, която го впечатлила доста и към която впоследствие добавил текст. Това не е малко вероятна история, тъй като по онова време естампидата е бил предимно инструментален жанр, а също така има и трубадурска песен, озаглавена Souvent souspire, чиито мелодия и метрика показват особена близост с тези на Kalenda Maya. Няколко учени смятат, че последната е контрафактура (т.е. замяна на текст) със Souvent souspire, но Хайнрих Хюсман подчертава как Kalenda Maya се придържа към музиката по-добре от своята трубадурска версия, вярвайки, че е по-вероятно самата тя да е моделът, а не производна творба.
Проучванията на Джоузеф Линскил и Жан Б. Барбаро намаляват броя на творбите, приписвани на Рамбо, запазвайки четири или пет, съставени в Прованс, и седемнадесет или осемнадесет в Северна Италия или на Изток. Жан Б. Барбаро обяснява: „Тези числа показват, че именно в Пиемонт или при маркиз Бонифаций Монфератски Рамбо е написал основната част от своите произведения“.
Явно е бил полиглот и е обичал да блести с познанията си по езиците, защото е автор и на един „дескорт“, написан на пет езика.
Творчеството на Рамбо е разделено на три основни периода:
1. Преди Монферат и Беатриче: Съответства по същество на провансалския период на Рамбо. Неговата поетична дейност се концентрира около темата: „Госпожо, отговорете на моите предложения или отивам другаде“.
2. Монфератски цикъл: Беатриче е вездесъща и всички стихотворения на Рамбо я споменават. Централната им тема е: „Открих моята дама, аз съм неин васал и ѝ оставам верен“.
3. Цикъл на кръстоносните походи: Тук Рамбо осъзнава, че се е превърнал в един от най-важните кондотиери. Пресичат се две теми: „Съветвам и възмущавам“ и „Издишам болката си да бъда заточен далеч от моята дама“.

### Вдъхновител на Петрарка
Произведенията на провансалския трубадур, кактои „Божествена комедия“ на Данте, „Любовно видение“ на Бокачо, Библията или латинските автори (Вергилий, Овидий или Проперций), повлияват на Франческо Петрарка при изготвянето на неговата алегорична поема „Триумфи“.
Неговият Carros е бил познат на Петрарка и със сигурност е вдъхновил неговата творба. Рамбо е споменат от Петрарка в неговите Triumphus Cupidonis (IV, 46 – 47). Но Корадо Белуомо Анело посочва следното: „Петрарка като Рамбо описва шумен, кървав бой, но му липсват цветовете и реалистичните черти като тези на трубадура, който, вдъхновен от битките, които е видял да се случват около него (и участващ в тях) по време на дългия си престой в Италия, ни представя транспозиция – живописна и изпълнена с живот с наистина реални елементи."

### CarrosилиL'Amoroso Carroccio
Създадена през 1201 г. в двора на Монферат, това е най-оригиналната и най-известна поема на Рамбо. Шарл Ростен я описва като епично-лирическа поема, в която авторът разказва за въображаемата война между жени. Ревнивите жени, дошли от Пиемонт, Ломбардия, Романя, Тоскана, Лигурия и Савоя, се качват на колесницата Карочо, бронирани със свински кожи, за да се изправят с оръжие в ръка пред Беатриче, която се смята за най-красивата. Разбира се дамата на Рамбо печели и всички признават нейната невероятна красота. Пълна с размах и въображение, тази композиция в своя блясък напомня Drogman senher на Пейре Вида.

#### Нова метрична схема
Carros е представена в структурата си като песен с девет кобли и две торнади. Тези единични кобли са съставени от петнадесет стиха с различна дължина, последвани от торнади, които заемат римите на последните три стиха на последната кобла. Шарл Ростан посочва, че тази схема, създадена от Рамбо, ще бъде възприета само от един трубадур – Алберте дьо Систеро, живял в Италия от 1210 до 1221 г.